# Aspidoscelis neavesi
Espèce
Aspidoscelis neavesi est une espèce de sauriens de la famille des Teiidae.

## Répartition
Cette espèce a été découverte en laboratoire par croisement d'Aspidoscelis exsanguis et Aspidoscelis inornata. Elle pourrait se rencontrer aux États-Unis.

## Description
Aspidoscelis neavesi est parthénogénétique et tétraploïde. La femelle holotype mesure 78 mm sans la queue.

## Étymologie
Cette espèce est nommée en l'honneur de William B. Neaves.

## Publication originale
- Cole, Taylor, Baumann & Baumann, 2014 : Neaves Whiptail Lizard: The First Known Tetraploid Parthenogenetic Tetrapod (Reptilia: Squamata: Teiidae). Breviora, no 539, p. 1-20 (texte intégral).